# Llastarri
El pueblo abandonado y despoblado de Llastarri pertenece al antiguo término de Espluga de Serra, agregado en 1970 al término municipal de Tremp.
Entre 1812, a ras de la aplicación de la Constitución de Cádiz, y febrero de 1847, Llastarri formó ayuntamiento, que desapareció al fijarse que el número de vecinos (cabezas de familia) debía sobrepasar los 30, para mantener la independencia municipal. En ese momento se unió en Espluga de Serra, junto con Aulàs, El Castellet, Casterner de les Olles, Els Masos de Tamúrcia y la Torre de Tamúrcia.
Durante el siglo XX se ha producido el despoblamiento de Llastarri y el abandono de sus casas, las cuales han ido cayendo, de manera que hoy día el pueblo entero es un montón de ruinas.
La iglesia de Llastarri, dedicada a san Hilario, había dependido de la iglesia de San Lorenzo de Casterner de les Olles.
Había tenido el castillo de Llastarri, seguramente origen del pueblo, pero no quedan restos reconocibles. Tanto la iglesia como el castillo habían sido dominio del monasterio de Alaón (el castillo, desde el 1217).

## Etimología
Según Joan Coromines (op. cit.), Llastarri es un topónimo de origen vasco. La raíz principal es lasto (paja), que da llastró (gramínea similar a paja seca), con el sufijo -arrel/-arri, que se da en bastantes topónimos pirenaicos catalanes (Ginestarre, Biscarri ...), y que aporta la idea de roquedal. Así pues, Llastarri sería algo como el roquedal de los llastons.

## Historia
Situado cerca del collado de Llastarri, antiguamente lugar de paso obligado para los que remontaban el Noguera Ribagorzana por la orilla izquierda, dada la dificultad de atravesar el estrecho de Escales, el pueblo de Llastarri tuvo mucha importancia hasta bien entrada la Edad Contemporánea. Cuando se dejó de transitar ese paso, la decadencia de Llastarri fue rápida. Hay que tener en cuenta que desde Llastarri se domina perfectamente Sopeira y el monasterio de Alaón. Por eso este monasterio se aseguró de tener el dominio sobre el castillo de Llastarri.
En 1831 consta, dentro del Corregimiento de Talarn, con 20 habitantes y señorío del monasterio de Alaón; hacia 1900 son mencionados en Llastarri 11 edificios, con 30 habitantes.
Llastarri, con el nombre oficial de «Llastarre», fue uno de los municipios creados en 1840. En 1845 Pascual Madoz en su Diccionario geográfico ... describe Llastarri de la siguiente manera:

seis barracas de piedra cubiertas con ramas y tierra y una pequeña iglesia, dedicada a san Hilario, anexa a la de Sopeira. Especifica que los vecinos sacaban el agua de una fuente que está a más de media hora del pueblo. El término tenía una extensión de dos horas de norte a sur, y de una, de este a oeste. El terreno estaba roto, áspero, árido y de mala calidad, y comprendía unos 52 jornales de tierras de cultivo, algo de bosque y muchos matorrales que sirven para leña. Se cosechaba centeno y patatas, que era casi el único alimento de los vecinos. Se criaba ganado ovino y cabras, además de algunos bueyes para arar. Había lobos y rebecos. Cierra el artículo con la mención de 5 vecinos (cabezas de familia) y 30 almas (habitantes).